# Despertai!
Despertai! é uma revista religiosa publicada pelas Testemunhas de Jeová desde 1919, composta por 16 páginas e distribuída bimestralmente em mais de 208 idiomas com uma tiragem média de 78.282.000 exemplares, sendo a segunda revista mais distribuída do mundo, seguida pela revista A Sentinela - Anunciando o Reino de Jeová, também publicada pelas Testemunhas de Jeová. Juntamente com A Sentinela, Despertai! é um dos mais importantes meios de divulgação das Testemunhas de Jeová.

## Editores
Em todas as suas edições, os direitos de autor (ou direitos autorais) pertencem à Sociedade Torre de Vigia de Bíblias e Tratados de Pensilvânia, nos Estados Unidos.
As edições para os países lusófonos de Despertai! são traduzidas para português brasileiro com base na edição inglesa (intitulada Awake!) com a qual são publicadas em simultâneo. No idioma inglês, é editada pela Sociedade Torre de Vigia de Bíblias e Tratados de Nova Iorque, Inc.. No Brasil, a editora responsável é a Associação Torre de Vigia de Bíblias e Tratados do Brasil, em Cesário Lange, São Paulo. Em Portugal, a editora responsável é a Associação das Testemunhas Cristãs de Jeová de Espanha.

## Linha editorial
A revista afirma visar o esclarecimento das pessoas, abrangendo uma variedade assuntos sobre cultura geral e da atualidade. Sua linha editorial é de neutralidade política e racial. Defende a crença num Criador e a esperança no estabelecimento de uma nova sociedade humana, sob o Reino de Deus.
A revista Despertai! trata de assuntos diversos, incluindo cultura, questões ambientais, saúde, relações humanas, questões bíblicas e biografias diversas. Há, ainda, artigos que mostram sugestões em como lidar com os diversos problemas da atualidade na perspectiva de semelhante religião. 
Possui uma seção chamada "Os Jovens Perguntam" que se propõe a responder, usando a Bíblia, às diversas questões que os jovens enfrentam no seu dia a dia. A seção "Observando o Mundo" traz breves notícias diversas procedentes de vários países.
A revista usa fontes convencionais de notícias, mas também possui os seus próprios correspondentes. Os artigos de Despertai!, que consideram ampla variedade de assuntos, têm a intenção de levar os leitores ao entendimento de que os eventos mundiais cumprem profecias bíblicas. Pretende convencer que vivemos nos "últimos dias" e que em breve o Reino de Deus trará benefícios eternos para aqueles que aprendem e fizerem a vontade de Deus.

### Objetivo expresso na revista
Usualmente impresso nas páginas iniciais da revista, Despertai! indica o objetivo dos editores. Atualmente, este objetivo é expresso com as seguintes palavras:
"Esta revista é publicada para o benefício de todos os membros da família. Mostra como enfrentar os problemas de nossos dias. Apresenta notícias, histórias de pessoas de vários países e matérias de natureza religiosa e científica. Mas faz mais que do isso. Ela analisa a fundo os acontecimentos atuais e identifica o verdadeiro significado por trás deles. Ainda assim, é sempre politicamente neutra e não exalta nenhuma raça como superior a outra. O mais importante é que esta revista aumenta a confiança na promessa de que o Criador em breve substituirá o atual mundo perverso e anárquico por um novo mundo pacífico e seguro."

## Histórico
Originalmente, a revista tinha o título The Golden Age (A Idade de Ouro). A primeira edição foi a 1 de outubro de 1919. Era uma revista que tratava de muitas áreas do empenho humano. Segundo os seus editores, alertava as pessoas para o que acontecia no mundo e mostrava-lhes que a verdadeira solução para os problemas da humanidade é o Reinado Milenar de Cristo, que segundo a crença das Testemunhas, introduzirá uma "Idade de Ouro" para a humanidade. Ao longo dos anos, a capa da revista sofreu mudanças mas o objetivo base permaneceu o mesmo. Foi inicialmente produzida visando a distribuição ao público em geral e não apenas para a utilização dos leitores regulares das publicações da Sociedade Torre de Vigia.
Na edição de 6 de outubro de 1937, o título foi mudado para Consolation (Consolação). Este novo nome foi considerado mais apropriado em vista da opressão pela qual muitos passavam e dos transtornos em que o mundo ficou envolvido na Segunda Guerra Mundial.
A partir da edição de 22 de agosto de 1946, adotou-se o título Awake! (que ao ser lançada em português recebeu o título Despertai!) que mantém até hoje. Pretendia-se dar ênfase ao despertar das pessoas para o significado dos eventos mundiais.
Apesar de algumas mudanças ao longo dos anos, especialmente a nível gráfico e tirando partido das novas tecnologias, tal como a fotografia e a impressão a cores, a revista manteve durante muitos anos uma tiragem quinzenal (com datas de capa de 8 e 22 de cada mês) em vários idiomas e mensal em outros. No entanto, a partir de janeiro de 2006, passou a ter mundialmente uma circulação mensal. A partir de 2008, a revista associada A Sentinela passou a ter uma edição destinada ao público e uma edição de estudo, com datas de capa de 1 e 15 de cada mês, respectivamente.

## Distribuição
O método de distribuição é realizado pela entrega em mãos através dos membros locais das congregações das Testemunhas de Jeová, de casa em casa. Os interessados, tem a oportunidade de receber um estudo bíblico, gratuito. As filiais da Sociedade Torre de Vigia que possuem parque gráfico imprimem os exemplares da revista que, após enviadas para as filiais em cada país, são então distribuídas por cada congregação. Seguidamente, os publicadores levantam no Balcão de Publicações do Salão do Reino local os seus próprios exemplares bem como a quantidade que entendem necessária para distribuir pelos seus vizinhos e conhecidos.
A revista também é distribuída aos leitores interessados através de mostruários de publicações que as Testemunhas de Jeová instalam em locais estratégicos. Carrinhos, mesas de publicações, estandes, quiosques e displays exibem exemplares da revista Despertai! e de outras publicações produzidas pelas Testemunhas de Jeová que os interessados podem pegar sem precisar pagar nenhum valor.
As Testemunhas de Jeová oferecem aos interessados a revista Despertai! no seu trabalho de evangelização de casa em casa bem como em muitas outras situações do cotidiano. Usualmente costumam oferecê-la em conjunto com a revista A Sentinela, também publicada pelas Testemunhas. Não sendo uma obra com fins lucrativos, as revistas não são vendidas, no entanto, os que desejarem poderão fazer uma contribuição voluntária em qualquer valor que será enviada à Sociedade Torre de Vigia com o objectivo de apoiar a obra mundial de evangelização efetuada voluntariamente pelas Testemunhas de Jeová, que inclui a produção, tradução, impressão e distribuição de Bíblias e publicações religiosas baseadas na Bíblia. Neste respeito, a própria revista contém a informação:
"Esta publicação não é vendida. Ela faz parte de uma obra educativa bíblica, mundial, mantida por donativos."
A tiragem próxima dos 60,25 milhões de cópias por cada edição, sendo traduzida em mais de 121 idiomas, estando disponível na sua edição regular em papel, bem como em CD e CD-ROM (MP3), fazem de Despertai! uma das revistas mais distribuídas do mundo. Pode ainda ser obtida em formato MP3 e m4b (ACC), no site oficial das Testemunhas de Jeová. Ocupa a segunda posição, logo após a revista A Sentinela - Anunciando o Reino de Jeová, entre as revistas mais distribuídas mundialmente. Desde 1919 até 1979, ou seja, durante os primeiros 60 anos de distribuição conjunta das revistas A Sentinela e Despertai!, foram distribuídas perto de cinco bilhões (cinco mil milhões) de exemplares destes periódicos. No Século XXI, a tiragem conjunta destas duas revistas alcança bem mais de um bilhão (mil milhões) de cópias a cada ano.